# مثلث قائم‌الزاویه

مثلث قائم‌الزاویه، مثلثی است که یکی از زاویه‌های آن قائمه (۹۰ درجه) باشد. برابرنهاده فرهنگستان زبان فارسی در دورهٔ پیش از انقلاب برای واژهٔ قائم‌الزاویه، راست‌گوشه بود که چندی هم در کتاب‌های درسی به کار رفت. مثلثات یکی از شاخه‌های ریاضیات است که پایه آن، مثلث قائم‌الزاویه است.

## وتر
بر طبق قضیه فیثاغورس به ضلع روبرو به زاویهٔ ۹۰ درجه، وتر می‌گویند. بزرگ‌ترین ضلع در مثلث قائم ‌الزاویه وتر آن است.

## حالت‌های خاص
- در مثلث قائم‌الزاویه ضلع روبرو به زاویهٔ ۶۰ درجه برابر رادیکال سه دوم وتر و ضلع روبرو به زاویهٔ ۳۰ درجه برابر نصف وتر است.
- اگر یکی از زوایا ۴۵ درجه باشد، ضلع مقابل آن زاویه رادیکال دو دوم وتر است.
- در مثلث قائم‌الزاویه‌ای با زوایای ۱۵ درجه و ۷۵ درجه، ارتفاع وارد بر وتر، یک چهارم وتر است.

## رابطه بین طول ضلع‌های مثلث قائم‌الزاویه
در مثلث قائم‌الزاویه، مجموع مربع‌های طول دو ضلع، برابر با مربع طول وتر است
{\displaystyle a^{2}=b^{2}+c^{2}}.
این قضیه در ریاضیات به نام کسی که اولین بار آن را ثابت کرد، یعنی فیثاغورس، به ثبت رسیده و شناخته شده‌است. به بیان دیگر، اگر روی اضلاع مثلث قائم‌الزاویه، مربع یا نیم‌دایره تشکیل دهیم، مساحت شکلی که بر روی وتر ساخته می‌شود، برابر مجموع مساحت‌هایی است که روی دو ضلع دیگر تشکیل شده‌است.

## خواص مثلث قائم‌الزاویه
- در مثلث قائم‌الزاویه، میانه وارد بر وتر نصف آن  وتر است.
- در مثلث قائم الزاویه، حاصل ضرب اضلاع قائم برابر وتر در ارتفاع وارد بر آن است.
- شعاع دایره محیطی هر مثلث قائم‌الزاویه نصف وتر است. دایره محیطی دایره‌ای است که محیط آن بر روی رئوس (گوشه‌های) مثلث قرار می‌گیرد.
- مجموع مساحت‌های هلالین بقراط با مساحت مثلث قائم‌الزاویه برابر است.
- با دو مثلث قائم الزاویه، میتوان یک مثلث متساوی الساقین درست کنید
- یک زاویه این مثلث همواره برابر با 90 درجه است.
- وتر همیشه طولانی‌ترین ضلع مثلث قائم الزاویه است.
- مجموع دو زاویه داخلی دیگر مثلث قائم الزاویه برابر با 90 درجه است.

## مثلثات
علم مثلثات، علمی است که به مطالعه رابطه‌های میان اضلاع و زاویه‌های مثلث و اثبات چگونگی بوجود آمدن برخی از قوانین در بحث مثلث‌ها و چند ضلعی‌های دیگر می‌پردازد.اساسی ترین و ساده ترین شکل مثلثات ،مثلث قائم الزاویه است که پایه ی مبحث مثلثات است.

## فرمول‌ها

### محیط
محیط مثلث برابر است با مجموع اضلاع.
P = a + b + c

### مساحت
مساحت مثلث برابر است با قاعده ضرب در ارتفاع تقسیم بر دو.
S = a × b ÷ 2

### توابع مثلثاتی

#### سینوس (sin{\displaystyle \sin })
سینوس نسبت ضلع مقابل بر وتر است.
{\displaystyle \sin \theta ={\frac {a}{c}}}

#### کُسینوس (cos{\displaystyle \cos })
کسینوس نسبت ضلع مجاور بر وتر است.
{\displaystyle \cos \theta ={\frac {b}{c}}}

#### تانژانت (tan{\displaystyle \tan })
تانژانت نسبت ضلع مقابل بر ضلع مجاور است.
{\displaystyle \tan \theta ={\frac {a}{b}}}

#### کُتانژانت (cot{\displaystyle \cot })
کُتانژانت نسبت ضلع مجاور بر ضلع مقابل است.
{\displaystyle \cot \theta ={\frac {b}{a}}={\frac {\cos \theta }{\sin \theta }}}